# Leges Publiliae Philonis
Droit romain et lois romaines
Les leges Publiliae Philonis, (« lois de Publilius Philo »), de plebiscitis (« sur les plébiscites »), de patrum auctoritate et de censore plebeio creando sont trois,, lois de la République romaine, votées en 339 av. J.-C. par les comices centuriates sur la proposition de Quintus Publilius Philo, alors dictateur.
Les deux consuls de l'année 339 av. J.-C. sont Quintus Publilius Philo, plébéien, et Tiberius Aemilius Mamercinus, patricien. Tite-Live souligne qu'« ils ont plus songé à leur intérêt et à leur parti dans la république qu'à la patrie elle-même ». En effet, après avoir vaincu les Latins, le premier se voit attribuer le triomphe alors que le deuxième marche sur une ville ennemie, mais apprenant l'honneur décerné à son collègue, il fait promptement demi-tour pour réclamer lui aussi le triomphe, sans avoir terminé la guerre ni pris la ville ennemie. Le sénat s'y opposant, il préfère s'abstenir de toute action et passe la fin de son mandat à décrier son ordre et le sénat. Ce dernier ordonne aux deux consuls de nommer alors un dictateur pour terminer la guerre, et Aemilius nomme son collègue.
Quintus Publilius Philo, alors nommé dictateur, le deuxième plébéien de l'histoire à atteindre cette magistrature, fait voter trois lois très favorables à la plèbe et diminuant le pouvoir des patriciens et donc du sénat :
- Obligation qu’un des deux censeurs soit un plébéien, possibilité que les deux consuls soient plébéiens ;
- Approbation préalable du sénat et des curies pour les projets soumis aux comices ;
- Obligation pour les patriciens de se soumettre aux votes des plébiscites.

Par ailleurs, le premier censeur plébéien est aussi Quintus Publilius Philo, en 332 av. J.-C., en vertu de sa propre loi. Une autre loi limitant le choix des sénateurs aux anciens magistrats curules est votée après celle-ci : la Lex Ovinia.